# 17e étape du Tour d'Espagne 2009

La 17e étape du Tour d'Espagne 2009 s'est déroulée le 16 septembre 2009 entre Ciudad Real et Talavera de la Reina sur 193,6 kilomètres. Cette étape est remportée par le Français Anthony Roux. Alejandro Valverde, conserve la tête du classement général.

## Récit
Anthony Roux (Française des Jeux) a signé la première grande victoire de sa carrière à Talavera de la Reina après une étape sans difficulté. Le Français de 22 ans faisait partie d'une échappée avec Markel Irizar (Euskaltel), Francisco José Martínez (Andalucía), Martijn Maaskant (Garmin) et Lieuwe Westra (Vacansoleil). Roux est sorti seul en chasse derrière Maaskant pour ensuite revenir dessus et sortir dans le dernier kilomètres. Ila résisté au retour du peloton à ses basques. William Bonnet (BBox Bouygues Telecom) a réglé le sprint du peloton devant André Greipel (Team Columbia-HTC).

## Classement de l'étape
|    | Coureur                | Pays      | Équipe                | Temps           |
| -- | ---------------------- | --------- | --------------------- | --------------- |
| 1  | Anthony Roux           | France    | La Française des jeux | 4 h 28 min 14 s |
| 2  | William Bonnet         | France    | BBox Bouygues Telecom | m.t.            |
| 3  | André Greipel          | Allemagne | Team Columbia-HTC     | m.t.            |
| 4  | Daniele Bennati        | Italie    | Liquigas              | m.t.            |
| 5  | Francesco José Pacheco | Espagne   | Contentpolis-Ampo     | m.t.            |
| 6  | Jürgen Roelandts       | Belgique  | Silence-Lotto         | m.t.            |
| 7  | Sébastien Hinault      | France    | AG2R La Mondiale      | m.t.            |
| 8  | Javier Benítez         | Espagne   | Contentpolis-Ampo     | m.t.            |
| 9  | Enrico Gasparotto      | Italie    | Lampre-NGC            | m.t.            |
| 10 | Borut Božič            | Slovénie  | Vacansoleil           | m.t.            |

## Classement général
|     | Coureur            | Pays       | Équipe            | Temps            |
| --- | ------------------ | ---------- | ----------------- | ---------------- |
| 1   | Alejandro Valverde | Espagne    | Caisse d'Épargne  | 74 h 27 min 28 s |
| 2   | Robert Gesink      | Pays-Bas   | Rabobank          | + 31 s           |
| 3   | Samuel Sánchez     | Espagne    | Euskaltel-Euskadi | + 1 min 10 s     |
| 4   | Ivan Basso         | Italie     | Liquigas          | + 1 min 28 s     |
| 5   | Cadel Evans        | Australie  | Silence-Lotto     | + 1 min 51 s     |
| 6   | Ezequiel Mosquera  | Espagne    | Xacobeo Galicia   | + 1 min 54 s     |
| 7   | Joaquim Rodríguez  | Espagne    | Caisse d'Épargne  | + 5 min 53 s     |
| 8   | Paolo Tiralongo    | Italie     | Lampre-NGC        | + 6 min 34 s     |
| 9   | Thomas Danielson   | États-Unis | Garmin-Slipstream | + 8 min 28 s     |
| Dsq | Juan José Cobo     | Espagne    | Fuji-Servetto     | + 10 min 45 s    |

## Classements annexes
| Classement par points | Classement par points | Classement par points | Classement par points | Classement par points |
| Rang                  | Cycliste              | Pays                  | Équipe                | Pts                   |
| --------------------- | --------------------- | --------------------- | --------------------- | --------------------- |
|                       | André Greipel         | Allemagne             | Team Columbia-HTC     | 121                   |
| 2                     | Daniele Bennati       | Italie                | Liquigas              | 81                    |
| 3                     | Alejandro Valverde    | Espagne               | Caisse d'Épargne      | 80                    |

| Grand Prix de la montagne | Grand Prix de la montagne | Grand Prix de la montagne | Grand Prix de la montagne | Grand Prix de la montagne |
| Rang                      | Cycliste                  | Pays                      | Équipe                    | Pts                       |
| ------------------------- | ------------------------- | ------------------------- | ------------------------- | ------------------------- |
|                           | David Moncoutié           | France                    | Cofidis                   | 170                       |
| 2                         | David de la Fuente        | Espagne                   | Fuji-Servetto             | 89                        |
| 3                         | Pieter Weening            | Pays-Bas                  | Rabobank                  | 60                        |

| Combiné | Combiné            | Combiné  | Combiné           | Combiné |
| Rang    | Cycliste           | Pays     | Équipe            | Pts     |
| ------- | ------------------ | -------- | ----------------- | ------- |
|         | Alejandro Valverde | Espagne  | Caisse d'Épargne  | 10      |
| 2       | Robert Gesink      | Pays-Bas | Rabobank          | 11      |
| 3       | Samuel Sánchez     | Espagne  | Euskaltel-Euskadi | 21      |

| Classement par équipes | Classement par équipes | Classement par équipes | Classement par équipes | Classement par équipes |
| Rang                   | Pays                   | Équipe                 | Temps                  |                        |
| ---------------------- | ---------------------- | ---------------------- | ---------------------- | ---------------------- |
|                        | Xacobeo Galicia        | Espagne                | en 223 h 12 min 13 s   |                        |
| 2                      | Caisse d'Épargne       | Espagne                | + 20 min 51 s          |                        |
| 3                      | Astana                 | Kazakhstan             | + 27 min 47 s          |                        |

## Abandons
- Damiano Cunego (Lampre)
- Alessandro Ballan (Lampre)
- Wouter Weylandt (Quick Step)
- Stuart O'Grady (Team Saxo Bank)
- Alexander Efimkin (AG2R La Mondiale)